# 2025年3月阿姆斯特丹持刀袭击事件
2025年3月27日，荷兰阿姆斯特丹市中心水坝广场附近的圣尼古拉斯街附近发生一起持刀袭击事件，造成至少5人受伤。

## 过程
此次袭击发生在当地时间接近下午3点20分时。地点位于水坝广场附近的圣尼古拉斯街，该街是阿姆斯特丹的旅游景点之一。警方起初收到报告称有疑似抢劫事件。该地区的目击者称，他们听到了“刺耳的尖叫声”，随后行人和游客之间出现了短暂的混乱。几名旁观者看到人们冲向袭击现场，而其他人则惊慌失措地逃离了现场。警方于下午3点30分左右接到报警。
受害者包括一名67岁的美国女性、一名69岁的美国男性、一名26岁的波兰男性、一名73岁的比利时女性，以及一名19岁的荷兰女性，系阿姆斯特丹本地人。
肇事者通过格拉文斯特拉特街逃离现场。在新文代克街，嫌疑人被一名旁观者拦下并制服。事件的视频记录显示，一名男性（后来被确认为英国游客）按住嫌疑人的背部并控制住他的手臂，直到警察赶到。其他几名旁观者与嫌疑人发生肢体冲突，其中一名目击者描述称，当嫌疑人试图逃跑时，“有人踢了他，扭伤了他的脚踝”。同一名目击者还表示，嫌疑人可能在公民逮捕期间面部受伤。成功以公民逮捕的方式逮捕嫌疑人的游客已被市长费姆克·哈尔斯玛授予英雄勋章。市长表示，这位英国公民希望保持匿名，称他“非常谦虚”，不希望得到公众的认可。

## 警方响应
接到通知后，阿姆斯特丹警方调动了大量资源。紧急响应包括约14辆警车、摩托车队、多辆救护车，以及一架直接降落在水坝广场的医疗直升机。当局在圣尼古拉斯街和整个水坝广场设置了广泛的警戒线。事发后，执法部门立即要求公众避开附近区域，以便开展紧急行动和调查程序。

## 逮捕肇事者
警方逮捕了一名嫌疑人，并向旁观者征集袭击的视频和照片。后来确认肇事者为来自顿涅茨克的30岁乌克兰公民，其化名“罗曼·D”。警方表示，由于他持有多张不同姓名的身份证，且拒绝配合执法部门查明身份，因此难以核实其身份。
据报道，袭击发生前，这位罗曼·D.住在达姆拉克大街的三角洲酒店，距离案发地点约数百米。调查发现，他携带多把刀，表明他有预谋。初步调查显示，受害者是随机选择的，没有明显的针对性动机。根据目击者提供给媒体的证词，肇事者在事件发生后试图逃离现场，但被旁观者阻止。
肇事者被捕后，因其在拘捕过程中腿部受伤，被送往医院接受治疗。截至3月29日，他被关押在斯海弗宁恩一所惩教机构的医疗区。法院已将他的案件开庭日期定为2025年4月1日，荷兰警方正在以涉嫌恐怖主义行为对其展开调查。